# Ду Пасу, Сезар
Сезар Мануэль Кардозу Матуш ду Пасу (порт. César Manuel Cardoso Matos do Paço; родился 21 сентября 1965 года), также известный как Сезар Ду Пасу (порт. Caesar Do Paço) — португальский бизнесмен. Он был почётным консулом Португалии и Кабо-Верде в Палм-Кост, Флорида.
После своего пребывания на посту почётного консула Португалии во Флориде, Ду Пасу был назначен на ту же должность, но представляющую Кабо-Верде. В январе 2021 года он был уволен после скандала, который привёл к отставке министра иностранных дел Кабо-Верде Луиса Филипе Тавареса.

## Биография
Ду Пасу родился 21 сентября 1965 года в Португалии, Мадалене (Азорские острова), его отец был главой министерства финансов Азорских островов. До 11 лет он жил исключительно на Азорских островах, после чего посетил США, куда эмигрировал в 1994 году. Несмотря на долгий опыт жизни в США, Ду Пасу не является гражданином страны.

### Карьера
Ду Пасу 4 года был профессором психологии в Бангкоке.
Ду Пасу является генеральным директором и основателем компании пищевой промышленности Summit Nutritionals International.
В 2014 году Ду Пасу был назначен почётным консулом Португалии во Флориде, городе Палм-Кост. На тот момент это был второй из всего двух таких почётных консулатов (второй — в Коннектикуте), и у него были все полномочия кроме выдачи виз. Ду Пасу также полностью оплачивал расходы консулата, которые доходили до 500 тысяч долларов в год.
В мае 2020 года Ду Пасу ушёл с поста консула, ссылаясь на несовместимые расхождения между его мнением на тему национальных интересов Португалии и мнением на тот момент посла США в Португалии Домингуша Фезаса Витала.

### Поддержка Chega
11 января 2021 года португальский новостной канал SIC Notícias сообщил о том, что Ду Пасу пожертвовал 10 тысяч евро ультраправой португальской партии  Chega, и подчеркнул связь между несколькими лидерами партии и Фондом Ду Пасу, что вызвало возмущение в национальной политической сцене Кабо-Верде из-за расисткой и мигрантофобской идеологии партии. Через день после расследования новостного канала министр иностранных дел Кабо-Верде, недавно назначивший Ду Пасу почётным консулом Кабо-Верде во Флориде, подал в отставку; Ду Пасу после этого был уволен — на момент его назначения у Кабо-Верде уже был консул во Флориде.
Жена Ду Пасу, Динна Падовани, продолжает оставаться почётным консулом Кабо-Верде в Нью-Джерси.
Адвокат Ду Пасу Руи Баррейра в конце января заявил макаойской газете Ponto Final, что Ду Пасу сам ушёл с позиции почётного консула 12 января, а не был уволен. В том же январе адвокат Ду Пасу отредактировал статью в англоязычной Википедии о нём и угрожал юридическими последствиями, если редакторы Википедии не удалят информацию, которую Ду Пасу посчитал ложной, что включало упоминание единоразового пожертвования Chega. Ду Пасу, последовательно, подал иск в суд против Википедии и редакторов статьи. Фонд Викимедиа посчитал это действие стратегическим судебным иском, направленным против участия общественности. В декабре 2023 года Верховный суд Португалии издал распоряжение Википедии убрать часть контента со страницы о бизнесмене; в январе 2024 года Верховный суд правосудия подтвердил это решение. 4 августа 2025 года Фонд Викимедиа объявил о выполнении распоряжения португальского суда и удалил информацию о пожертвовании Chega из статей о Ду Пасу в английском и португальском языковых разделах Википедии; кроме того, личные данные до восьми редакторов статьи могли быть раскрыты в ходе судебных разбирательств.  Фонд Викимедиа обратился в Европейский суд по правам человека с просьбой вынести решение о том, нарушает ли этот исход Европейскую конвенцию по правам человека.
В июне 2021 года португальско-американская газета LusoAmericano сообщила о судебных исках Ду Пасу против Sábado, CMTV и SIC за «атаки на его честь и образ из-за вменения в вину ложных фактов», конкретно — за утверждения о том, что он — «главный спонсор» Chega. Ду Пасу заявил, что никогда не был спонсором Chega и сделал всего одно пожертвование в рамках закона. Он также подал иск против медиаконгломерата Medialivre, владеющего Sábado и CMTV.

## Личная жизнь
По состоянию на 2025 год Ду Пасу живёт со своей женой Динной Падовани (порт. Deanna Padovani-DePaço) в Нью-Джерси, где он основал компанию Summit Nutritionals International и где известен своей поддержкой местных отделений полиции.